# 1955 au théâtre
| Années du théâtre : 1952 - 1953 - 1954 - 1955 - 1956 - 1957 - 1958    |
| Décennies du théâtre : 1920 - 1930 - 1940 - 1950 - 1960 - 1970 - 1980 |

Cet article présente les faits marquants de l'année 1955 au théâtre.

## Événements
- Paolo Grassi et Giorgio Strehler fondent le Piccolo Teatro à Milan

## Pièces de théâtre représentées
- Les Sorcières de Salem, d'Arthur Miller, traduite et adaptée en français par Marcel Aymé, Théâtre Sarah Bernhardt, mise en scène de Raymond Rouleau
- 15 janvier : Pygmalion de George Bernard Shaw, mise en scène Jean Marais, Théâtre des Bouffes-Parisiens à Paris
- 2 mars : Le Ping-pong d'Arthur Adamov, Théâtre des Noctambules
- 8 juin : Nekrassov de Jean-Paul Sartre, mise en scène Jean Meyer, Théâtre Antoine

- 28 septembre : L'Amour fou ou la Première Surprise d'André Roussin, mise en scène de l'auteur, Théâtre de la Madeleine
- 15 octobre : Jacques ou la Soumission d'Eugène Ionesco, Théâtre de la Huchette
- 4 novembre : Ornifle ou le Courant d'air de Jean Anouilh, Comédie des Champs-Élysées
- 15 décembre  : Les Oiseaux de lune de Marcel Aymé, mise en scène d'André Barsacq, Théâtre de l'Atelier

## Naissances
- 4 mars : Dominique Pinon
- 8 juin : Valérie Mairesse
- 27 juin : Isabelle Adjani
- 27 juin : Muriel Montossey
- 29 juillet : Jean-Hugues Anglade
- 2 août : Muriel Robin
- 21 septembre : François Cluzet
- 10 octobre : Hippolyte Girardot
- 19 octobre : Sabine Haudepin